# Christiane Pelchat
Pour les articles homonymes, voir Pelchat.
Christiane Pelchat (Saint-Hubert, 28 août 1959 - ) est une femme politique québécoise, avocate et féministe. Elle a été députée de la circonscription de Vachon à l'Assemblée nationale du Québec, de 1985 à 1994, sous la bannière du Parti libéral du Québec, présidente du Conseil du statut de la femme du Québec de décembre 2006 à août 2011 et déléguée générale du Québec à Mexico d'août 2011 à août 2014.

## Biographie
Christiane Pelchat détient un baccalauréat en sciences sociales, spécialisation en science politique de l'Université d'Ottawa et un baccalauréat en droit de l'Université Laval. Elle fut la conjointe du ministre Serge Marcil.
Elle est adjointe du député fédéral de Chambly de septembre 1978 à août 1980. De juin 1981 à mai 1983, elle est superviseure et surveillante pour Statistique Canada. Elle est par la suite journaliste-pigiste au Courrier du Sud et à la télévision communautaire de la Rive-Sud d'octobre 1983 à janvier 1984, agente d'information pour Serest inc. de mai à août 1983 puis chez Corena Saint-Hubert, d'août à octobre 1983. De février à octobre 1984, elle est adjointe spéciale du ministre d'État fédéral à la Jeunesse.

### Carrière politique
Elle débute en politique provinciale et devient l’une des plus jeunes femmes députées à l’Assemblée nationale du Québec. Elle a été élue députée de Vachon à l'Assemblée nationale du Québec en 1985 sous la bannière du Parti libéral du Québec, puis est réélue en 1989. À cette occasion, elle a occupé les fonctions d’ajointe parlementaire à la ministre de la Culture et par la suite au ministre de l’Environnement du Québec.
Diplômée de la faculté des Sciences sociales de l’Université d’Ottawa et de la faculté de Droit de l’Université de Montréal, elle a notamment pratiqué le droit chez Fasken Martineau Dumoulin à Montréal de 1997 à 1998. Elle a été conseillère juridique et conseillère en droit de la personne au Centre d’études en coopération internationale et à la Fondation Paul Gérin-Lajoie à Saint-Louis du Sénégal de 1998 à 2000.
Entre 2000 et 2003, elle a œuvré au sein d'organismes internationaux en Afrique de l'Ouest, où elle a su développer une expertise en genre et développement, compétence spécifique en matière d'analyse des besoins différenciés entre les femmes et les hommes et en gestion axée sur les résultats. Elle a occupé des postes de représentante résidante au Sénégal et au Niger où elle a dirigé des équipes chargées de la formation des femmes et de leur promotion pour un accès aux lieux de décisions. Elle a, entre autres, participé comme experte en démocratie, droits des femmes et en bonne gouvernance dans des missions en Guinée-Bissau, au Bénin, au Mali et en Haïti, au Rwanda et en Guinée Konakry.
De 2003 à 2004, elle a été directrice de cabinet de la ministre d’État au Multiculturalisme et de la Situation de la femme au gouvernement du Canada. Au sein du gouvernement du Québec, elle a successivement occupé le poste de directrice de cabinet du vice-premier ministre et ministre de la Justice en 2004-2005 puis au cabinet de la ministre de la Famille, des Aînés et de la Condition féminine en 2005-2006. En 2010, elle a accompagné, à titre de déléguée, la gouverneure générale du Canada, Michaëlle Jean, lors des visites d’État au Sénégal, en République démocratique du Congo, au Rwanda et de la visite officielle au Cap-Vert.
Elle a été présidente du Conseil du statut de la femme du Québec de décembre 2006 à août 2011. Julie Miville-Dechêne lui succède.
Elle a également été déléguée générale du Québec à Mexico du 15 août 2011 au mois d'août 2014.
Le fonds d'archives de Christiane Pelchat est conservé à l'Assemblée nationale du Québec (P6).

## Distinctions et prix
Elle est récipiendaire, en 2005, de la Médaille de l'Assemblée nationale.
En 2012, elle reçoit le prix Condorcet-Dessaules.
En 2022, elle est lauréate du prix de la laïcité Guy Rocher.
Elle est également récipiendaire du prix René-Chaloult en 2024, décerné par le Cercle des ex-parlementaires de l'Assemblée nationale du Québec.

## Publications
Christiane Pelchat publie La laïcité de l'État : socle du droit des femmes à l'égalité, avec préface de Pauline Marois, en 2023 avec la maison d'édition RENOUVEAU QUÉBÉCOIS. L'ouvrage comporte 220 pages.